# Tufnell Park (London Underground)

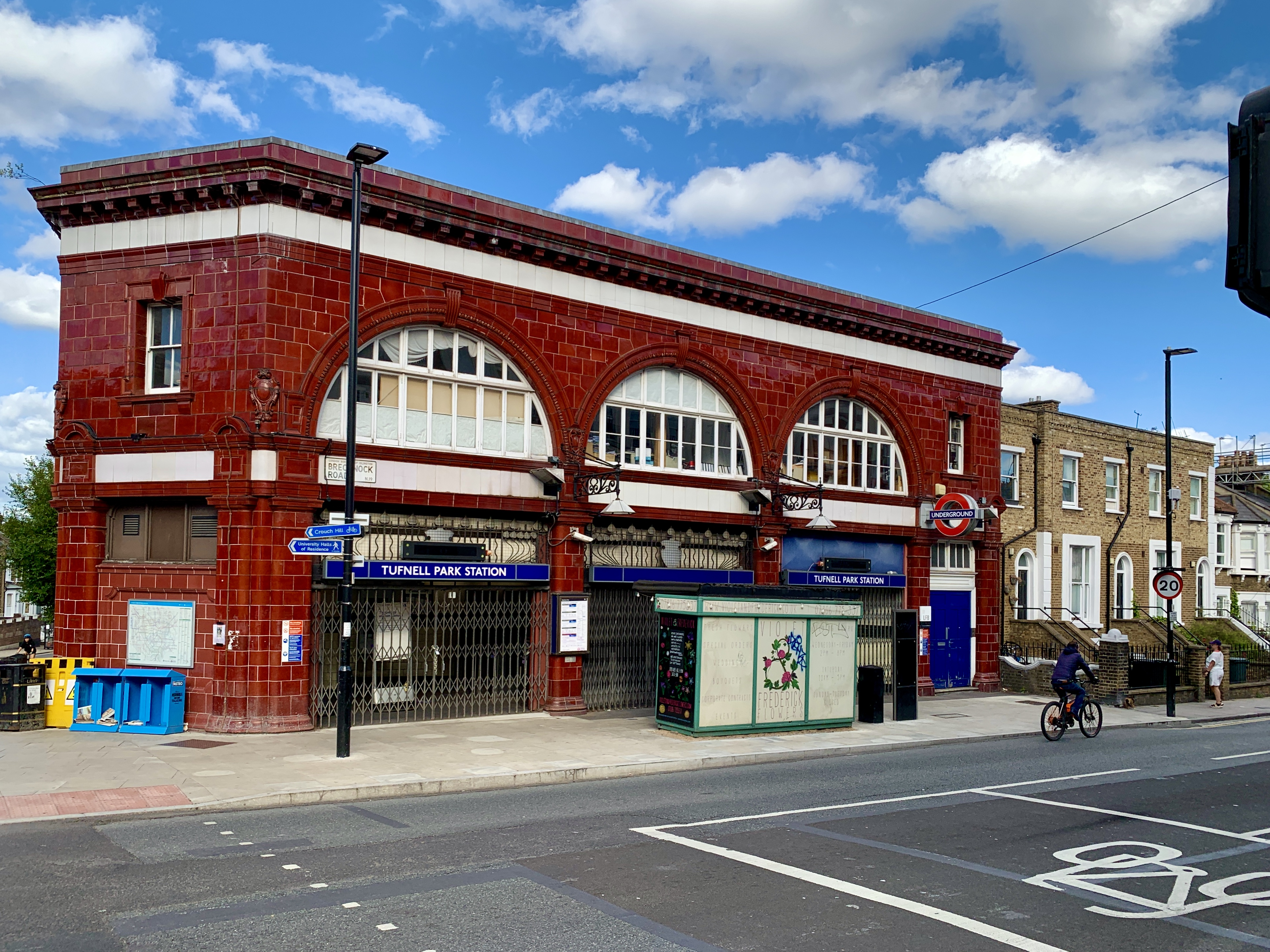
Stationsgebäude

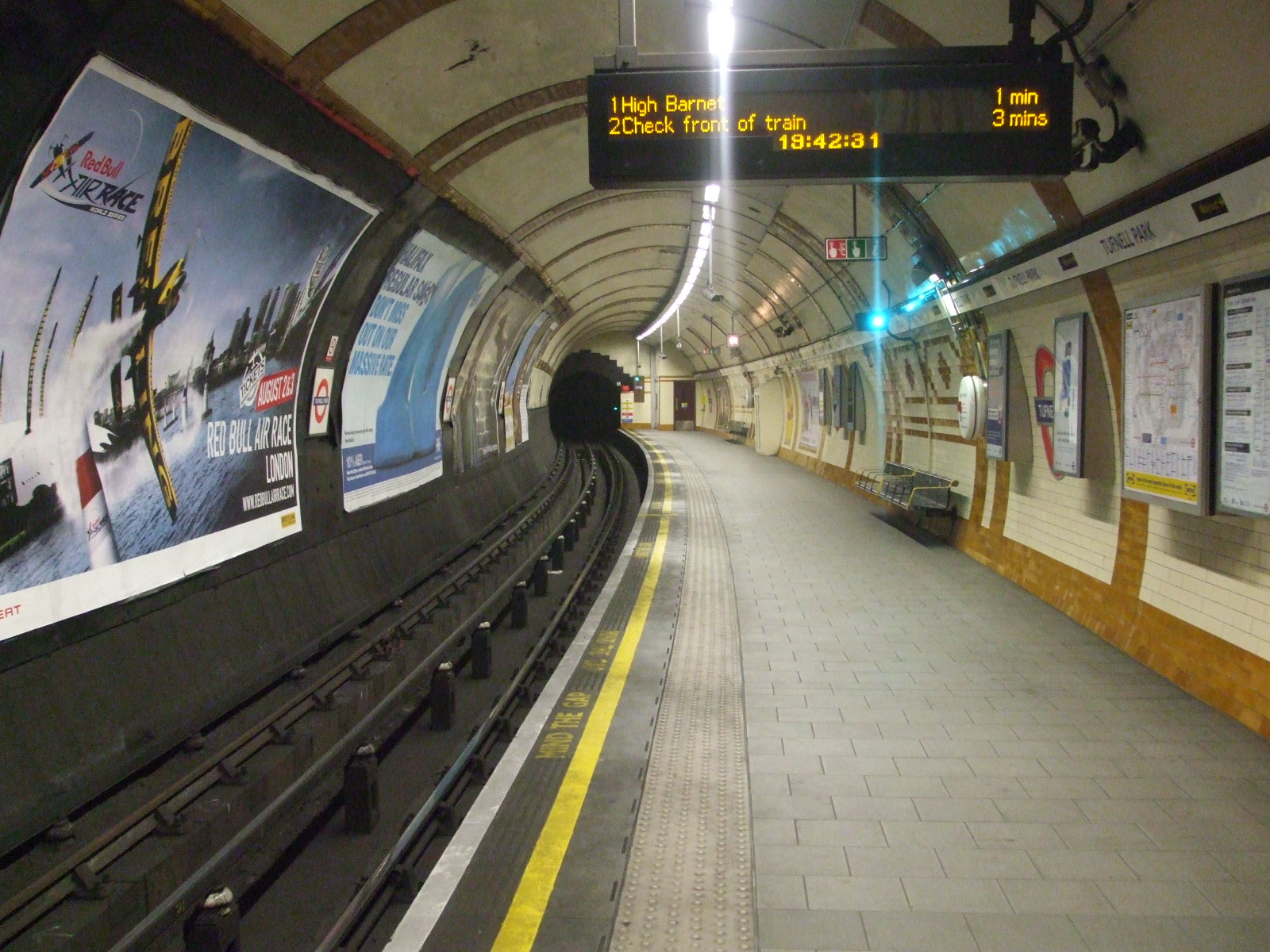
Bahnsteig

Tufnell Park ist eine unterirdische Station der London Underground im Stadtbezirk London Borough of Islington. Sie liegt zwischen den Stationen Archway und Kentish Town in der Travelcard-Tarifzone 2, an der Kreuzung der Hauptstraßen Brecknock Road, Fortress Road und Junction Road. Im Jahr 2013 nutzten 3,94 Millionen Fahrgäste diese von der Northern Line auf dem Abzweig nach High Barnet bediente Station.
Eröffnet wurde die Station am 22. Juni 1907 durch die damalige Charing Cross, Euston and Hampstead Railway. 2004 nahm das Infrastrukturunternehmen Tube Lines eine umfassende Modernisierung vor. Das Stationsgebäude besteht aus roten glasierten Terrakotta-Ziegeln. Der verantwortliche Architekt war Leslie Green, unter dessen Leitung zu Beginn des 20. Jahrhunderts insgesamt 28 Stationen im gleichen Stil entstanden. Die Bahnsteige sind über zwei Aufzüge und eine anschließende kurze Treppe zu erreichen, es gibt keine Rolltreppen.